# Against Equality
Against Equality (AE) este o arhivă online de scrieri și arte și o serie de cărți, scrise de scriitori queer și trans care critică politica LGBT.  Against Equality a fost inființată în 2009. Against Equality s-a concentrat asupra problemelor sociale si politice privind instituția căsătoriei,  armata americană  și complexul industrial penitenciar prin legea infracțiunilor motivate de ură.

## Structura
Against Equality este un colectiv anticapitalist constituit din scriitori, gânditori și artiști radicali queer și trans.   Arhiva online infiintata de AE contine lucrări scrise și referințe culturale. De asemenea, Against Equality a publicat trei antologii care evidențiază lucrările din cele trei secțiuni ale arhivei lor online.  Aceste trei antologii au fost combinate într-o singură carte și au fost publicate de AK Press în aprilie 2014. 

## Publicații
AE a publicat prima sa carte în toamna anului 2010. Against Equality: Queer Critiques of Gay Marriage conține eseuri și articole de opinie ale unor gânditori queer proeminenti, inclusiv Kate Bornstein, Eric A. Stanley, Dean Spade, Kenyon Farrow, Kate Raphael, Deeg, John D'Emilio, Ryan Conrad., Yasmin Nair, MJ Kaufman și Mattilda Bernstein Sycamore .  Against Equality: Queer Critiques of Gay Marriage s-a clasat pe locul șase în Top 10 din 2010 al AK Press Distribution. 
Against Equality a publicat cea de-a doua carte, Against Equality: Don't Ask to Fight Their Wars, în toamna anului 2011 și conține o colecție de eseuri și ilustrații care critică politica gay și lesbiană de masă și abordarea sa necritică a Don't ask, don't tell .  Printre participanți se numără Mattilda Bernstein Sycamore, Kenyon Farrow, Cecilia Cissell Lucas, Yasmin Nair, Therese Quinn, Tamara K. Nopper, Jamal Rashad Jones, Bill Andriette și ilustratorul Mr. Fish. 
Against Equality a publicat cea de-a treia carte din trilogia sa, Against Equality: Prisons Will Not Protect You, în toamna anului 2012. Această carte se concentrează pe legea infracțiunilor motivate de ură și pe complexul industrial penitenciar .  Printre participanți se numără Jack Aponte, Yasmin Nair, Imani Keith Henry, Sébastien Barraud, Erica Meiners, Liam Michaud, Josh Pavan, Dean Spade, Jason Lydon, Sylvia Rivera Law Project, Liliana Segura, și Bridget Simpson. 
AK Press a lansat o antologie trei în unu intitulată Against Equality: Queer Revolution, Not Mere Inclusion în martie 2014, care combină cele trei antologii anterioare ale colectivului și include o nouă introducere din colectiv. 
Membrii colectivului Against Equality au organizat evenimente in librării, spații comunitare, colegii și universități din Statele Unite, Canada, Europa, Australia și Noua Zeelandă. 